# Il ghigno d'avorio
Il ghigno d'avorio (The Ivory Grin) è un romanzo di genere hard boiled dello scrittore statunitense Ross Macdonald; pubblicato nel 1952, è il quarto della serie che ha come protagonista l'investigatore Lew Archer. È conosciuto anche con il titolo Marked for murder.

## Storia editoriale
Il libro è stato tradotto in tedesco, olandese, giapponese, catalano, finlandese, spagnolo, ceco, polacco, francese, portoghese, ungherese, oltre che in italiano.

## Trama
Lew Archer riceve la visita di una cliente che dice di chiamarsi Oona Larkin. La donna chiede di rintracciare una sua domestica di colore, Lucy Champion, e adduce motivi poco credibili per Archer, che non vorrebbe accettare l'incarico, per un'istintiva diffidenza verso Oona, tuttavia, visto l'anticipo che da lei riceve, acconsente alla ricerca. Trova Lucy in casa di Alex Norris. Costui è un giovane onesto e innamorato e i due si mettono d'accordo per fuggire. Prima però Archer si accorge di essere stato preceduto da un altro investigatore, Max Heiss, assunto da Oona e subito licenziato quando le ha comunicato dove Lucy si trova.
Pedinando Lucy, Archer la vede entrare da un medico, Samuel Benning, quindi installarsi in un motel e aspettare Norris. Prima però arriva Oona (ha ricevuto la segnalazione di Archer) e le due donne litigano violentemente. In seguito Lew, che si è scontrato con Alex Norris, trova che Lucy è stata uccisa con un orribile taglio alla gola. Il tenente Brake della polizia locale, chiamato, arresta Alex, tanto più che era suo il coltello usato per il delitto. Archer ritiene che Alex sia innocente, ma c'è tutto da provare.
Appena saputo del crimine, Oona licenzia Archer che però continuerà l'indagine per conto proprio. Nella borsetta di Lucy egli ha trovato un ritaglio di giornale in cui si promette una ricompensa a chi fornisca utili indizi per ritrovare un giovane molto ricco, Charles Singleton, scomparso da due settimane.  A questo proposito Archer interroga a ripetizione il medico Benning, la moglie, Heiss ed infine la madre di Charles. Qui una giovane, Sylvia Treen, consapevole che Charles può essere morto o fuggito con altra donna, assume Lew per le ricerche. E in effetti sembra che Charles sia finito ucciso nella sua auto, che poi avrebbe preso fuoco: invece, alla prova dei fatti, si scopre che il morto è Heiss e l'auto è stata cosparsa di benzina, allo scopo di rendere irriconoscibile il cadavere.
Archer ha già collaborato con Brake, fornendogli una testimone preziosa per l'identificazione di Heiss. Comprende dove cercare e si imbatte in un boss titolare di redditizi racket: Leo Durano (fratello di Oona), impazzito e tenuto in vita per non perdere i lucrosi guadagni. Ma Leo ha sparato a Charles per una questione di gelosia a proposito della moglie del dottor Benning, già condannata per criminalità minorile. Eppure la rete di domande di Archer porterà a una serie di confessioni provate che risolveranno il caso. Tutti i colpevoli troveranno, o la morte, o uno spontaneo e sofferto consegnarsi alla giustizia.

## Personaggi
- Lew Archer, investigatore privato di Los Angeles.
- Max Heiss (Maxfield), investigatore rivale di Archer.
- Oona Larkin, cliente di Archer.
- Lucy Champion, ex dipendente di Oona; è afroamericana, ma ha la pelle molto chiara.
- Alex Norris, 19 anni, innamorato di Louise.
- Annie Norris, madre di Alex.
- Tenente Brake, della Polizia urbana di Bella City.
- Sam Benning, medico di Bella City.
- Bess (Elizabeth Wionowski), moglie di Benning.
- Florie (Florida Gutierrez), cameriera dei Benning.
- Charlie Singleton, studente scomparso.
- signora Singleton, facoltosa madre di Charlie.
- Sylvia Treen, giovane dama di compagnia della signora Singleton.
- Horace Wilding, pittore.
- Leo Durano, fratello di Oona.

## Edizioni in italiano
- John Ross Macdonald, Il ghigno d'avorio, traduzione di Vittoria Comucci, collana Il Giallo Mondadori n. 308, Milano : Mondadori, 1954
- Ross MacDonald, Sunset Boulevard, introduzione di Guido Almansi, Omnibus gialli, Milano: A. Mondadori, 1992. Contiene: Il vortice, Non piangete per chi ha ucciso, Il ghigno d'avorio, Non fuggire, sceriffo
- Ross Macdonald, Il ghigno d'avorio, traduzione di Alessandra Di Luzio, Bresso: Hobby & Work, 2007
- Ross Macdonald, ll ghigno d'avorio: romanzo; traduzione di Raffaella Vitangeli, Roma: TimeCrime, 2025